# Означавање варијанти коронавируса
Означавање варијанти коронавируса према најновијој одлуци Светска здравствена организације од маја 2021. године  означава ће се  словима грчке абецеде,  са циљем да се  поједностави изговор и избегне стигматизација земаља које пријављују нови сој вируса. Одлука да се примени овај систем именовања уследила је након што су стручњаци више месеци разматрали читав низ других могућности, попут имена грчких богова, и измишљенаих псеудо-класична имена, према бактериологу Марку Палену који је био укључен у разговоре.
Тако су четири варијанте вируса короне које је агенција Уједињених нација сматрала забрињавајућима и које су јавности углавном познате као британска, јужноафричка, бразилска и индијска, сада добиле слова Алфа, Бета, Гама, Делта према редоследу открића.

## Позадина
Историјски гледано, вируси су често били повезани са локацијама са којеи се сматра да су настали, као што је нпр. ебола, названа по истоименој конгошкој реци.
Како оваква примена означавања  може бити штетно за поједина места и често је несигурна али и нетачна, као што је то био случај са такозваном пандемијом  шпанског грипа 1918. године, чије порекло није ни до данс познато.
Ниједна земља не сме бити стигматизована због откривања и пријављивања варијанти - рекла је епидемиолог СЗО Марија Ван Керхове.

## Означавање до сада откривених коронавируса
Засад су именовани сојеви од интереса (VOI) и сојеви за забринутост (VOC)
Сојеви за забринутост су алфа, бета, гама и делта, а сојеви од интереса се зову ета, јота, јапа и ламбда.
Светска здравствена организациј  је након вишемесечног разматрања одлучила да се до сада откривене четири варијанте корона вирус које су јако вирулентне, а јавности  супознате као УК / Кент (Б.1.1.7), Јужна Африка (Б.1.351), Бразил (П.1) и Индија (Б.1.617.2) означи словима грчке абецеде, на следећи начин, према редоследу открића:
- Алфа (Alphacoronavirus) —  УК / Кент (Б.1.1.7),

- Бета (Betacoronavirus)  — Јужна Африка (Б.1.351),

- Гама (Gammacoronavirus)   —  Бразил (П.1)

- Делта (Deltacoronavirus) — Индија (Б.1.617.2)

По овом обрасцу називе ће добијати и потенцијално нове варијанте коронавируса.
Сојеви од интерес су:
- Ета

- Јота — Јота сој корона вируса који је први пут идентификован у Њујорку 2020. године преноси се од 15 до 25 одсто брже од осталих сојева вируса. Не разликује се много од других сојева вируса и не представља ризик за људе који су вакцинисани, рекао је водећи стручњак из Института Гамалеја Фјодор Лисицин, за ТВ канал “Русија-24”.
У свом изворном стању овај сој се ни на један начин не разликује од других сојева корона вируса. И свакако је мање опасан од делта соја”.

- Јапа

- Ламбда — Тачно порекло ламбда варијанте остаје нејасно, али научници кажу да се прво појавио у Јужној Америци. Због брзог преношења, ламбда сада представља више од 90 одсто случајева ковида у Перуу. Број заражених тим сојем расте у Чилеу и Еквадору, са 40 и 48 потврђених случајева, а регистрован је и у 44 савезне државе САД.
Упркос чињеници да због три мутације на спајк протеину, ламбда сој је заразнији и отпорнији на антитела, досадашња истраживања потврђују да постојеће вакцине штите од озбиљних облика ковида 19.
Још није јасно да ли ламбда сој, који наставља да се шири глобално, може добити додатне мутације које би га могле учинити јачим од делта варијанте вируса.

- Омикрон  —  (енг SARS-CoV-2 Omicron variant (В.1.1.529) према досадашњим открићима научника има невиђено велики број мутација у делу свог генома који кодира кључни део његовог шиљастог протеина, који вирус користи да инфицира ћелије домаћина. Ово откриће наговештава да би Омикрон могао да избегне део имунолошке заштите коју пружају вакцине, од којих су многе засноване на оригиналном спика протеину и прошлим инфекцијама.[3]

## Предлог новог означавања будућих  варијнти
Кака убрзано расте број нових сојева размишљамо о увођењу у номенклатуру именн сазвежђа", рекла је америчка епидемиолошкиња за британски Телеграф, додавши да се разматрало и да се сојевима вируса дају имена грчких богова и богиња, али је тај предлог одбијен.
Према њеном мишљењу, 24 слова грчког алфабета можда неће бити довољно ако се открију нови сојеви, пренео је Тас.